# Domenico Giacobbe
Domenico Giacobbe (Acqui Terme, 24 settembre 1912 – ...) è stato un calciatore e allenatore di calcio italiano, di ruolo mediano.

## Carriera
Giocò nel Bari per quattro stagioni, di cui due in Serie A.